# Broncopolmonite enzootica
La polmonite enzootica, conosciuta anche come polmonite da Mycoplasma, è una forma di polmonite cronica ed invalidante che colpisce i suini. Considerata una delle malattie più comuni che possono affliggere le specie suine, è particolarmente temuta a causa del suo andamento cronicizzante. Per di più ha un forte impatto economico negativo in quanto gli animali crescono lentamente e stentano a riprendersi dalla malattia.
L'agente infettante è il Mycoplasma hyopneumoniae, microorganismo infettante che si diffonde per via diretta tramite il contatto con le mucose nasali di individui malati a quelli sani. Il micoplasma si diffonde anche attraverso detriti sui quali è presente ed infetta gli animali penetrando attraverso le mucose delle vie aeree. È particolarmente resistente ad alcuni antibiotici e questo lo rende tenace e difficoltoso nella cura. A questo va aggiunta anche la particolare attività del micoplasma, che facilita l'insorgenza di infezioni secondarie all'apparato respiratorio complicando il quadro generale.